# Robert Cowie
Pour les articles homonymes, voir Cowie.
Robert Cowie (1842–1874) est un médecin et écrivain britannique.

## Biographie
Robert Cowie naît le 1er février 1842 à Lerwick, capitale administrative et économique de l'archipel des Shetland, en Écosse. Il est le fils aîné du docteur John Cowie (1813–1866), et de Margaret Heddell Greig (1814–1872).
Il étudie à Aberdeen puis à l'université d'Édimbourg, où il est notamment l'élève de James Young Simpson.
Parallèlement à son activité professionnelle, il s'intéresse aux îles des Shetland et à leurs habitants et écrit un ouvrage intitulé Shetland : Descriptive and Historical ; Being a Graduation Thesis On the Inhabitants of the Shetland Islands and a Topographical Description of That Country, publié en 1874.
Robert Cowie meurt d'une péritonite à Lerwick le 1er mai 1874, à l'âge de trente-deux ans.

## Publications
- (en) Shetland : Descriptive and Historical ; Being a Graduation Thesis On the Inhabitants of the Shetland Islands and a Topographical Description of That Country, John Menzies & Co, Edinburgh & Glasgow, 1874 (lire en ligne).